# Udeshika Prabodhani
Kaluwa Dewage Udeshika Prabodhani (* 20. September 1985 in Dharga Town, Sri Lanka) ist eine sri-lankische Cricketspielerin, die seit 2009 für die sri-lankische Nationalmannschaft spielt.

## Aktive Karriere

### Anfänge in der Nationalmannschaft
Ihr Debüt in der Nationalmannschaft gab sie bei einem Drei-Nationen-Turnier in Bangladesch. Daraufhin war sie Teil des Teams beim Women’s Cricket World Cup 2009 und konnte dort unter anderem gegen Indien 2 Wickets für 20 Runs erreichen. Beim ICC Women’s World Twenty20 2009 erzielte sie insgesamt fünf Wickets in drei Spielen. Bei den Ausgaben 2010 und 2012 war sie weniger erfolgreich, ebenso wie beim Women’s Cricket World Cup 2013. Bei der daraufhin stattfindenden Tour gegen die West Indies erreichte sie im zweiten WODI 3 Wickets für 35 Runs und im zweiten WTwenty20 3 Wickets für 16 Runs. Beim ICC Women’s World Twenty20 2014 konnte sie dann zwei Wickets gegen Indien (2/9) und Bangladesch (2/18). Beim ICC Women’s World Twenty20 2016 konnte sie keine Wickets erzielen, ebenso beim Women’s Cricket World Cup 2017. Ihre beste Leistung beim ICC Women’s World Twenty20 2018 waren 2 Wickets für 6 Runs gegen Bangladesch. Beim ICC Women’s T20 World Cup 2020 erreichte sie gegen Australien 2 Wickets für 17 Runs. Bei den Commonwealth Games 2022 war sie zwar Teil der Mannschaft, kam jedoch nicht zum Einsatz.